# Saquinavir
Saquinavir, được bán dưới tên thương hiệu Invirase và Fortovase, là một loại thuốc kháng vi-rút được sử dụng cùng với các loại thuốc khác để điều trị hoặc phòng ngừa HIV/AIDS. Thông thường nó được sử dụng với ritonavir hoặc lopinavir/ritonavir để tăng tác dụng của nó. Nó được uống qua miệng.
Các tác dụng phụ thường gặp bao gồm buồn nôn, nôn mửa, tiêu chảy và cảm thấy mệt mỏi. Các tác dụng phụ nghiêm trọng hơn bao gồm các vấn đề kéo dài QT, chặn tim, lipid máu cao và các vấn đề về gan. Nó dường như an toàn trong thai kỳ. Nó thuộc nhóm thuốc ức chế protease và hoạt động bằng cách ngăn chặn protease HIV.
Saquinavir được cấp bằng sáng chế vào năm 1988 và được bán lần đầu tiên vào năm 1995. Kể từ năm 2015, nó không có sẵn như là một loại thuốc gốc ở Hoa Kỳ và là một loại thuốc đắt tiền. Chi phí bán buôn ở các nước đang phát triển là khoảng 4,50 USD mỗi ngày.

## Sử dụng trong y tế
Saquinavir được sử dụng cùng với các loại thuốc khác để điều trị hoặc phòng ngừa HIV/AIDS. Thông thường nó được sử dụng cùng với ritonavir hoặc lopinavir/ritonavir để tăng tác dụng của nó.

## Tác dụng phụ
Các tác dụng phụ thường gặp nhất với saquinavir trong cả hai công thức là các triệu chứng tiêu hóa nhẹ, bao gồm tiêu chảy, buồn nôn, phân lỏng & khó chịu ở bụng. Invirase được dung nạp tốt hơn Fortovase.